# Сургодь
Сурго́дь (рос. Сургодь, ерз. Сургодь) — село у складі Торбеєвського району Мордовії, Росія. Адміністративний центр Сургодського сільського поселення.
Населення — 341 особа (2010; 405 у 2002).
Національний склад станом на 2002 рік:
- татари — 48 %
- мокшани — 30 %